# Struthanthus acuminatus
Struthanthus acuminatus là một loài thực vật có hoa trong họ Loranthaceae. Loài này được (Ruiz & Pav.) Blume ex Roem. & Schult. miêu tả khoa học đầu tiên năm 1830.